# تیزاب (داراب)
روستای تیزاب واقع در دهستان بختاجرد یکی از روستاهای شهرستان داراب در استان فارس می‌باشد. بیشتر مردم این روستا به کار کشاورزی مشغول می‌باشند. کشاورزی این روستا شامل گندم، ذرت دانه‌ای، پنبه، سبزیجات و سالهای اخیر خشکسالی اثرات زیادی بر وضع معیشتی مردم گذاشته و حدود یک دهم زمین‌های زراعی آن کشت می‌شود. جمعیت روستا حدود ۲۰۰۰ نفر می‌باشد.
روستای تیزاب با روستاهای شمس‌آباد، براب، اسلام‌آباد، برگان و کرسیا همسایه‌است. این روستا یکی از روستاهای توسعه یافته داراب می‌باشد که دارای آب، برق، تلفن و گاز می‌باشد. همچنین روستا دارای مدرسه دبستان (دخترانه و پسرانه)، راهنمایی (دخترانه و پسرانه) و دبیرستان (دخترانه و پسرانه) می‌باشد.
فاصله روستای تیزاب تا مرکز شهر داراب ۱۳ کیلومتر است که ۹ کیلومتر آن به صورت بزرگراه می‌باشد.
بررسی مستندات تاریخی و بر اساس فارسنامه ناصری (۱۳۰۰–۱۳۱۱) ساکنین اولیه این روستا از مهاجران شمال غربی فارس و از طوایف لر (قبیله بهاالدین) بوده‌اند. الفاظ و لغات بکار رفته در گویش مردم این منطقه نیز موید این مستند تاریخی می‌باشد.
تا اواسط دهه ۷۰ سه رودخانه دایمی شاهیجان، تیزآب و شمس‌آباد از وسط و کنار این روستا عبور می‌کردند و منبع اصلی تأمین آب کشاورزی در منطقه بود که با توجه به خشکسالی‌های (منشأ انسانی) دو دهه اخیر سرچشمه هر سه رودخانه خشک شده‌است.
خاندان‌های خرمدل،دهقان دهقانی، عابدی، اقبال، ضیایی، خرمی، کشاورز، خادمی؛ گواهی و سمایی از فامیل‌های مشهور و قدیمی این روستا می‌باشند.

## جمعیت
این روستا در دهستان بختاجرد قرار دارد و براساس سرشماری مرکز آمار ایران در سال ۱۳۸۵، جمعیت آن ۱٬۵۴۷ نفر (۳۶۷خانوار) بوده‌است.